# Khaled Freak
Khaled Freak, né en 1981 à Annaba (Algérie), est un vidéaste et musicien français connu depuis de 2015 pour ses remix de débats et de discours politiques publiés sur sa chaîne YouTube.
Khaled Freak se fait remarquer en 2016 grâce à C'est pas de votre faute, remix d'une altercation à l'Assemblée nationale entre le ministre Bernard Cazeneuve et le député UMP Dominique Dord.
Depuis, il multiplie les vidéos virales sur les réseaux sociaux, s'emparant entre autres des discours et des punchlines de la campagne pour l'élection présidentielle française de 2017. En mai 2022, sa chaîne YouTube frôle le million d'abonnés.

## Biographie

### Jeunesse
Né en 1981, Khaled Freak passe son enfance en Algérie puis son adolescence à Bondy, en Seine-Saint-Denis.
Il emménage dans le sud de la France vers l'âge de vingt ans et s'installe à La Ciotat,, une ville du département des Bouches-du-Rhône en région Provence-Alpes-Côte d'Azur.
Il a alors l'espoir de faire carrière dans la musique, de « signer dans un label, devenir Khaled Guetta et passer un jour sur Fun Radio », selon ses propres mots. Il échoue cependant à intégrer une école formant aux métiers du son et opte finalement pour l'informatique,,, tout en apprenant la musique sur Internet,.

### Reconnaissance sur internet

#### Les débuts en 2015
C'est en 2015 que Khaled Freak poste sur la plateforme vidéo YouTube ses premières compositions musicales, des morceaux electro et hip-hop sans paroles, et sans grand succès. Il connaît un petit succès en Slovaquie en détournant un chanteur slovaque[Lequel ?] mais cela ne l'intéresse pas, car c'est en France qu'il veut réussir.
S'inspirant alors de youtubeurs qui parodient la politique américaine, il décide de se lancer dans des remix de discours de personnalités politiques françaises. Sa technique consiste à remixer une vidéo durant vingt ou trente heures, à l'accompagner d'une instrumentation inédite et à altérer la voix des politiciens en utilisant l'Auto-Tune, logiciel correcteur de tonalité,,, et de trucage de la voix.
En octobre 2015, il remixe Marine Le Pen et son père (Marine le Pen chante du rai Avec Cheb Jean-Marie), s'en prend aux hommes politiques français qui massacrent la langue anglaise (Les Politiciens français font du rap - Thug President) et met en scène celui qu'il baptise pour la première fois « MC Mélenchon » (Jean-Luc Mélenchon - Booba OKLM).

#### Le succès et la campagne présidentielle
Son premier grand succès vient en janvier 2016 avec C'est pas de votre faute, remix d'une altercation à l'Assemblée nationale entre Bernard Cazeneuve, alors ministre chargé du Budget, et le député UMP Dominique Dord,,, en séance de Questions au gouvernement en avril 2013.
Dans cette vidéo, Dominique Dord, « champion de la punchline » selon Khaled Freak, hausse le ton face au ministre du Budget en s'attaquant au bilan des finances publiques. La vidéo met un mois à se faire remarquer avant de faire l'objet d'un buzz après avoir été repérée par un site de rap, puis récupérée par des médias grands publics comme France Info. Le 6 décembre 2016, Dominique Dord adresse sur Twitter un clin d'œil à Khaled Freak à l'occasion de la nomination de Cazeneuve au poste de Premier Ministre : « Félicitations républicaines à Bernard Cazeneuve. Mais c'est pas de votre faute ! », ce à quoi le youtubeur répond « Je suis KO ».
Khaled Freak entreprend ensuite de remixer les grands moments et les punchlines durant la campagne pour l'élection présidentielle française de 2017.
Il varie les genres : après avoir utilisé le raï pour Marine Le Pen, il choisit le rap pour Jean-Luc Mélenchon (Hypocrites, Le Problème c'est celui de ceux qui se gavent, Réfléchissez), pour Nicolas Sarkozy (Double ration de frites) et pour François Fillon (C'est la faute à..., Penelope) et le heavy metal pour accompagner les hurlements d'un Emmanuel Macron déchaîné en meeting électoral (Emmanuel Macron hurle, faites vous vacciner), ou encore le discours de Benoît Hamon à Bercy lorsqu'il s'en prend à la clause Molière et à ceux qui la soutiennent comme Wauquiez, Pécresse et Fillon (Benoit Hamon ft Emmanuel Macron - Metal). De manière générale, il considère que le rythme du rap est plus approprié à la langue française pour détourner des discours politiques. Il n'a pas seulement remixé des discours politiques mais aussi des publicités (comme j'aime, gratuit) où il dénonce le mensonge des publicités (il joue du pipeau en arrière plan dans cet exemple précis).
La réaction des hommes politiques est parfois très bonne comme Emmanuel Macron qui partage la vidéo Emmanuel Macron hurle - Heavy metal sur ses différentes vitrines sur les réseaux sociaux, ou Jean-Luc Mélenchon qui poste sur YouTube (via le responsable de sa chaîne Youtube, Antoine Nicolas) des commentaires sous les vidéos Le Problème c'est celui de ceux qui se gavent (« Super remix. Merci » en janvier) et Réfléchissez (« Un grand merci pour ce nouveau remix ! Réfléchissez bien, en effet. Et le 23 avril, faites le choix de la paix... » en avril).
Jean-Luc Mélenchon et son équipe de campagne ne se privent pas pour encourager, via des relais sur Twitter et Facebook, les remix que ses interventions inspirent. Le site du mouvement politique La France insoumise lancé par Mélenchon salue le 12 octobre 2016 le « remix hip-hop du jour : Mélenchon et les hypocrites! ».
Quant à lui-même, Khaled Freak dit ne pas être féru de politique et ne pas vouloir s'engager : « Je m'y suis mis sur le tard. Aujourd'hui, je ne veux pas m'engager. Je resterai neutre et ne prendrai pas position. » même s'il est parfois contacté par les représentants de certains candidats. En revanche, il reconnaît que certains de ces remix ne sont pas satiriques, comme Hypocrites, qui a selon lui une dimension « universelle ».
Sa composition La Poudre de perlimpinpin, reprenant le débat télévisé de l'entre-deux-tours entre Le Pen et Macron, commence à être diffusée en radio le 19 mai 2017, ce qui constitue une première pour un vidéaste français.

## Remix de discours politiques
À propos de la qualité de la voix des hommes politiques, Khaled Freak estime que « Macron, Valls, Mélenchon et Sarkozy s'inscrivent dans les meilleurs potentiels ». Il a plus de difficultés avec Hollande et Fillon car « l'Auto-Tune n'aime pas les voix basses ». Il affectionne particulièrement les discours emphatiques, en plein air, avec des anaphores pour constituer un refrain.
« Quand les politiciens disent un truc, ils ne peuvent plus faire marche arrière – c’est enregistré à jamais. À l'instar des rappeurs, ils ont leur punchlines et ces punchlines sont immortelles » explique encore le musicien.
Dans un entretien pendant la campagne présidentielle de 2017, il fait un rapprochement entre le rappeur Booba et François Fillon, entre Kery James et Jean-Luc Mélenchon et entre Sinik et Benoît Hamon.